# Robert Erbertseder
Robert Bernhard Erbertseder (* 29. August 1913 in Kößlarn; † 19. November 2001 in Pfarrkirchen) war ein bayerischer Gymnasiallehrer und Heimatdichter.

## Leben und Wirken
Von 1935 bis 1938 besuchte Robert Erbertseder die Philosophisch-Theologische Hochschule Passau, 1938 bis 1940 studierte er an der Ludwig-Maximilians-Universität München Germanistik, Geschichte und Geographie. Es folgten Kriegsdienst und Gefangenschaft. 1946 bis 1959 wirkte er als Gymnasiallehrer für Deutsch, Geschichte und Erdkunde an der Oberrealschule in Pfarrkirchen im Rottal. Am Gymnasium Mühldorf war er 1959 bis 1964 tätig, dann von 1964 bis 1976 als Direktor am Camerloher-Gymnasium Freising. Ab 1979 lebte er wieder in Pfarrkirchen. Im Ruhestand war er Mitglied im Kirchenchor der Wallfahrtskirche Gartlberg.
Erbertseder galt als gesellig. Er verfasste zahlreiche Gelegenheitsgedichte in deutscher Hochsprache und süd-niederbayerischem Dialekt, in Regionalzeitungen unter dem Alias Robbo. Außerdem schrieb er Gedichte zu bäuerlicher Kultur, zu Wirtschaft, profanem und katholisch-kirchlichem Brauchtum, regionalen Gewässern und Orten. Einige wurden als Lieder vertont, u. a. von Willibald Ernst (Gangkofen) und Ingeborg Scholz-Keller (Pfarrkirchen). Häufiger zitiert wird sein Gedicht Auf der Roddaler Boggalbahn.
Zum hundertsten Geburtstag im Jahr 2013 erinnerte das Freilichtmuseum Massing mit Gedichten auf sogenannten Literaturbrettln in der Flur und einem Leseabend mit Vortrag vertonter Gedichte an Robert Erbertseder.

## Publikationen
- Schimmernde Hügel. Regensburg 1952
- Niederbayerische Gedichte. Pfarrkirchen, ca. 1977
- Niederbayrische Einkehr. Reime und Gedichte in Auswahl. Tann 1983, illustriert von Wilhelm Berger
- Mit der Boggalbahn durchs Rottal. Niederbayerische Gedichte, hgg. von Hans Göttler. Tiefenbach 2013